# Surströmming
Surströmming ali Suströmming je švedska narodna jed, narejena iz baltskega slanika in slanice. Živilo ima zelo močen vonj po trohnečih organizmih in amonijaku, zaradi česar se ga je prijel sloves živila z najbolj neprijetnim vonjem.

## Sestavine
Glavna sestavina je baltski slanik, vložen v 8 % raztopino kuhinjske soli (NaCl). Pakiran je v pločevinko in ni termično obdelan.
| Energijska vrednost | 138 kcal           |
| Maščobe             | 9 g (nasičene 0 g) |
| Beljakovine         | 14 g               |
| Ogljikovi hidrati   | 0 g                |
| sol                 | 8 g                |

## Postopek predelave

### Tehnološki postopek
Slanikom po ulovu in ustreznem sprejemu v živilsko-predelovalni obrat odrežejo glave in jih, vsebujoč drobovje, kosti, luske in plavuti stresejo v bioreaktor ter jih zalijejo s slanico, iztisnejo zrak in neprodušno zaprejo. Kot starter kulturo, v slanico dodajo halofilno (slanoljubno) bakterijo iz rodu Haloanaerobium. S tem ustvarijo pogoje za anaerobno fermentacijo. Več kot dvakrat bolj slano okolje od morske vode preprečuje razrast neželenih mikroorganizmov in potencialne okvare živila. 
Tehnološki postopek fermentiranja v predelovalnem obratu poteka minimalno šest mesecev in se navadno od proizvajalca do proizvajalca razlikuje. V tem času se razvije značilen vonj in okus ter konsistenca živila do te mere, da tega že lahko označujemo za suströmming. V grobem ga delimo v tri faze.

### 1. faza: glikogenoliza
V prvi fazi pride do popolne razgradnje mišičnega, jetrnega in ledvičnega glikogena slanikov do laktata (iona mlečne kisline). V tej fazi tkivo slanikov preide iz rahlo bazičnega (fiziološkega) pH (okoli 7,5) do kislega (okoli 3,5). V tem koraku živilo izgubi praktično vsa hranila iz skupine ogljikovih hidratov. Izrazita spremeba pH oz. zakisanje živila pa vodi do kislinske denaturacije  beljakovin v mišičnem tkivu in drobovju, kar predstavlja prehod v drugo fazo. 

### 2. faza: proteoliza
V drugi fazi pa denaturirane beljakovine začnejo postopamo izgubljati svojo fiziološko strukturo ter začnejo razpadati na posamezne polipeptide, te pa na oligopeptide. Ob tem se sproščajo dušični presnovki, ki živilu dajo značilno aromo, konsistenca živila pa se spremeni iz čvrste v mehko.

### 3. faza: fermentacija v pločevinki
Ker živilo po tehnološkem postopku ni sterilizirano, se procesi fermentacije nadaljujejo tudi v zaprti pločevinki, zaradi česar ta navadno opazno nabrekne. Gre za podaljšano 2. fazo, ki se zaključi, ko pločevinko odprejo pred serviranjem ter spremenijo pogoje iz anaerobnih v aerobne.

## Priprava tradicionalnega obroka

#### Serviranje
Švedi živilo postrežejo z nekvašenim kruhom (nekakšno tortiljo), paradižnikom, kuhanim krompirjem in čebulo. Ribe filirajo tik pred serviranjem. Zaradi zelo močnega in neprijetnega vonja ter nabreklosti, pločevinko navadno odpirajo na prostem, v vedru vode ali zakrito z vodoodpornim materialom (npr. PVC vrečka, folija).

#### Shranjevanje živila
Po nakupu moramo konzervo hraniti v hladilniku, saj ni termično obdelana. Po odprtju je potrebno živilo porabiti v najkrajšem možnem času.

## Zakonodajna in tržna regulacija

#### Zakonodajna regulacija
Švedska je kot polnopravna članica Evropske unije zavezana k izvajanju ukrepov, predpisanih s strani zakonodaje Evropske unije s področja varnosti hrane in skrbeti za dosledno uveljavljanje teh ukrepov v živilsko-predelovalnih in prehranskih obratih. 

#### Tržna regulacija
Ker pa se surströmminga držijo različni stereotipi (npr. da gre za gnilo ribo, da pločevinko lahko raznese,...), ga v svojih internih standardih prepovedujejo številna transportna in trgovska podjetja širom sveta. V prosti prodaji je na voljo predvsem v državah, kjer je dobro razvita kultura uživanja fermentiranih izdelkov (Skandinavija, Rusija, Japonska, Kanada, Južna Koreja). 

## Kultura odpiranja suströmminga, kot izziv
Zaradi svojega močnega in navadno neprijetnega vonja je postal prava trofeja za neformalne »zbiralce« nenavadnih izzivov. V zadnjem desetljetju, v razcvetu družbenih omrežij, pa se pojavljajo tudi najrazličnejši posnetki odpiranj pločevinke tega živila z namenom prikaza reakcij ob vonju tega. Tovrstno odpiranje sicer ni v skladu s Švedsko tradicijo.